# آکنو، ایباراکی

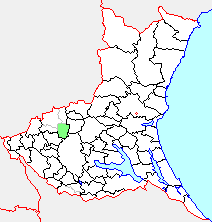

آکنو، ایباراکی (به ژاپنی: 明野町 Akeno-machi) یک شهرک در بخش ماکابه در استان ایباراکی در ژاپن بود. در سال ۲۰۰۳، جمعیت این شهر حدود ۱۷۳۷۷ و تراکم جمعیت ۳۵۹٫۴۰ نفر در هر کیلومتر مربع بود. مساحت کل ۴۸٫۳۵ کیلومتر مربع بود.